# Nyctimystes pulcher
Espèce
Synonymes
- Hyla pulchra Wandolleck, 1911 "1910"
- Litoria pulchra (Wandolleck, 1911)

Statut de conservation UICN

 LC  : Préoccupation mineure
Nyctimystes pulcher est une espèce d'amphibiens de la famille des Pelodryadidae.

## Répartition
Cette espèce est endémique de Nouvelle-Guinée. Elle se rencontre en Papouasie-Nouvelle-Guinée et en Indonésie entre 480 et 1 400 m d'altitude dans la cordillère Centrale, la chaîne Owen Stanley, les monts Bewani et les monts Hunstein,.

## Publication originale
- Wandolleck, 1911 "1910" : Die Amphibien und Reptilien der papuanischen Ausbeute Dr. Schlaginhaufens. Abhandlungen und Berichte des Zoologischen und Anthropologisch-Ethnographischen Museums zu Dresden, vol. 13, no 6, p. 1-15 (texte intégral).